# Poltavski (Razdólnoie)
Poltavski - Полтавский (rus) - és un khútor del krai de Krasnodar, a Rússia. Es troba a les terres baixes de Kuban-Priazov. És a 18 km al nord de Kusxóvskaia i a 193 km al nord-est de Krasnodar. Pertany al poble de Razdólnoie.